# Vicente Asensi
Vicente Asensi Albentosa (ur. 28 stycznia 1919, zm. 2 września 2000) – hiszpański piłkarz. 
Przez niemal całą karierę zawodniczą związany był z Valencia CF. Piłkarzem klubu z Walencji był w latach w 1939-1954. W tym czasie w lidze rozegrał blisko 300 spotkań i strzelił 33 bramki. Trzykrotnie, w 1942, 1944 i 1947, zostawał mistrzem Hiszpanii. Sięgał po Copa del Generalísimo (ówczesna nazwa Pucharu Króla, czyli Pucharu Hiszpanii) w 1941 i 1949. W reprezentacji Hiszpanii debiutował 6 maja 1945 w meczu z Portugalią i do 1950 w barwach tego kraju rozegrał 6 spotkań. Brał udział w MŚ 50, gdzie Hiszpania zajęła czwarte miejsce, a Asensi po raz ostatni zagrał w kadrze w meczu ze Szwecją. 

## Sukcesy
Valencia CF
- mistrzostwo Hiszpanii → 1942, 1944 i 1947
- Puchar Hiszpanii → 1941 i 1949

Hiszpania
- Mistrzostwa Świata w Piłce Nożnej 1950 → 4. miejsce